# カセ鳥

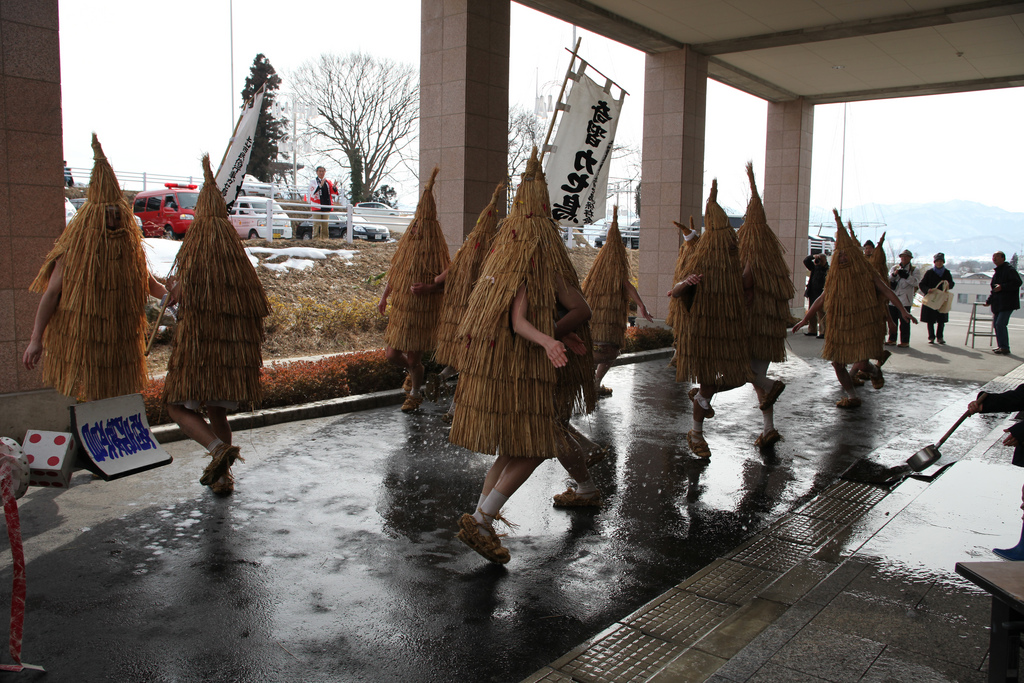
2009年開催のカセ鳥

カセ鳥（かせどり・加勢鳥）は、山形県上山市で毎年2月11日に開催される旧暦小正月の祭事。名称は「稼ぎ鳥」または「火勢鳥」に由来しており、商売繁盛や火伏せを祈願するための行事とされている。
祭りが始まると、数人の若者たちが「ケンダイ」とよばれる藁蓑を身にまとい、からかさ小僧にも似た妖怪「カセ鳥」に扮し、上山城前の焚き火を囲み「カッカッカーのカッカッカー」と歌いながら踊り回る。町の住民たちは踊っているカセ鳥たち目掛け、冷水を勢いよく浴びせる。真冬の北国で冷水を浴び、ときにはその水が凍りつくこともあるという過酷な状態の中、カセ鳥はなおも踊り続け、町へ降りてさらに踊り続ける。踊り終えたカセ鳥たちは、住民たちから酒や祝儀を振舞われる。頭に手拭をくくりつけられることもあるが、これは商売繁盛の呪い（まじない）とされる。また水をかけられるのは、水商売の繁盛を祈る意味もあるといわれる。
上山地方では寛永年間からこの祭りが行われており、1896年（明治29年）以降は途絶えていたものの、上山市でこの行事を復活させようと活動が始まり、1959年（昭和34年）に再現され、1986年（昭和61年）には『上山市民俗行事「加勢鳥」保存会』が結成され、後に至っている。
また、かつては上山市だけではなく、日本全国で小正月に蓑をかぶった者が人家を訪ね、このように「カッカッカ」と鳴いて祝儀をもらうという風習があったといい、秋田県の民俗行事として知られる「なまはげ」など、類似性の見られる行事も多い。祭日に異形の姿を纏った者が現れるという点で、ケルトの伝統行事であるハロウィンと共通しているとの指摘もある。
カセ鳥の歌
カッカッカーのカッカッカー
カッカッカーのカッカッカー
望（もち）の年の祝いは
カセ鳥、カセ鳥、お祝いだ
カッカッカーのカッカッカー
カッカッカーのカッカッカー
五穀豊穣、火の用心
五穀豊穣、火の用心
カッカッカーのカッカッカー
カッカッカーのカッカッカー
カセ鳥、カセ鳥、お祝いだ
商売繁盛、万作だ
商売繁盛、万作だ
2021年（令和3年）は新型コロナウイルスの感染拡大の影響で、1959年の再開後初の中止となった。翌年は縮小開催となり、2023年（令和5年）に3年ぶりに上山市内を練り歩き開催した。